# Roberto Balado
Roberto Balado (Jovellanos, 1969. január 15. – Havanna, 1994. július 2.) olimpiai és világbajnok kubai amatőr ökölvívó.

## Eredményei
- Ötszörös kubai bajnok (1990-1994) szupernehézsúlyban.
- Aranyérmes a pánamerikai játékokon (1991) szupernehézsúlyban.
- Háromszoros amatőr világbajnok (1989, 1991, 1993) szupernehézsúlyban.
- 'Olimpiai bajnok (1992) szupernehézsúlyban.
- Megkapta az olimpia legtechnikásabb ökölvívójának járó Val Barker-díjat.

1994. július 2-án Havannában vesztette életét egy autóbalesetben.